# La Mure
La Mure là một xã thuộc tỉnh Isère trong vùng Rhône-Alpes đông nam nước Pháp. Xã này nằm ở khu vực có độ cao trung bình 886 mét trên mực nước biển. Theo điều tra dân số năm 1999 của INSEE có dân số là người.
Thị trấn có cự ly 35 km (22 mi) về phía nam Grenoble trên cao nguyên Matheysin.

## Thị trấn giáp ranh
- Prunières
- Sousville
- Susville
- Ponsonnas
- Pierre-Châtel
- Saint-Honoré

## Kết nghĩa
- Marktredwitz, Đức